# Martin Resch
Martin Resch (* 13. August 1649 in Gmunden; † 12. Dezember 1709 in Kremsmünster) war Benediktiner und Abt des Stiftes Kremsmünster.

## Leben
Martin Friedrich Resch wurde als Sohn des Mesners Martin Resch und seiner Frau Eva Barbara in Gmunden geboren. Wegen seiner musikalischen Talente kam er frühzeitig nach München, wo er als Seminarist der Domus Gregoriana 1665 das dortige Jesuitengymnasium (heute Wilhelmsgymnasium München) absolvierte. Anschließend studierte und promovierte er an der Hochschule in Ingolstadt zum Doktor der Philosophie und der Rechte. Eine Stelle am Hof des Erzbischofs von Salzburg lehnte er aufgrund einer plötzlichen schweren Krankheit ab und entschloss sich hingegen in stiller Zurückgezogenheit im Stift Kremsmünster zu leben, wo er 1681 zum Priester geweiht wurde.
In den nächsten 6 Jahren lehrte er Kirchenrecht an der Universität Salzburg und veröffentlichte 1685 sein Werk „Tractat de jure patronatus“. Im Kloster bekleidete Martin Resch u. a. ab 1688 das Amt des Novizenmeisters und ab 1693 auch das eines Stiftspriors. Ab 1698 übernahm er die Betreuung der Pfarre Vorchdorf, blieb aber dem Stift verbunden, indem er die Leitung verschiedener Geschäfte innehatte. Dies führte dazu, dass er im Jahre 1704 mit den meisten Stimmen zum Abt des Stiftes Kremsmünster gewählt wurde, welches Amt er bis 1709 zwar kurz aber rühmlich bekleidete. Nach einem Schlaganfall musste Abt Martin am 26. Juli resignieren. Kurz nach der Wahl des neuen Stiftsoberhauptes starb er am 12. Dezember 1709 und wurde der Tradition folgend zur Rechten des Hochaltares, beim Altar des heiligen Agapitus von Praeneste, feierlich bestattet.

## Wirken
Im Jahr seiner Abtwahl, 1704, wurde Resch auch zum Universitätsassistenten in Salzburg gewählt. Zwei Jahre später zum kaiserlichen Rat ernannt, wurde er 1707 Vorsteher der ständischen Rechnungskanzlei, was immer mehr und längere Aufenthalte in der Hauptstadt zur Folge hatte.
Neben dem Ausbau eines Fahrweges über den steilen Berg vom Kloster ins Tal, den sogenannten „Tötenhengst“, nach dem  fiel auch der Umbau des Schlosses Kremsegg in seine Amtszeit. Im Kloster selbst ließ er mehrere bauliche Veränderungen vornehmen, erweiterte die Bestände der Bibliothek und tätigte den Ankauf eines Waldes, das sogenannte „Leombacher Holz“.
Während seiner gesamten Amtszeit gab er sich den juridischen Studien mit Eifer hin und war begehrter Gutachter von Rechtsfällen, die an ihm immer wieder herangetragen wurden.